# Ricardo García Borregón
Ricardo García Borregón, (1916 - 1992) fue un ingeniero y político gallego.

## Trayectoria
Ingeniero de montes, fue jefe del distrito forestal de Pontevedra. Fue alcalde de Pontevedra del 10 de junio de 1968 a 1970.
| Predecesor: Xosé Filgueira Valverde | Alcalde de Pontevedra 1968-1970 | Sucesor: Augusto García Sánchez |